# إيريكا دورانس
إيريكا دورانس (بالإنجليزية: Erica Durance)‏ مواليد 21 يونيو 1978 في كالغاري، ألبرتا، كندا، هي ممثلة كندية بدأت مسيرتها الفنية عام 2001.

## الأعمال
- زواجي من نفسي
- سمولفيل

## وصلات خارجية
- إيريكا دورانس على موقع IMDb (الإنجليزية)
- إيريكا دورانس على موقع ألو سيني (الفرنسية)
- إيريكا دورانس على موقع أول موفي (الإنجليزية)
- إيريكا دورانس على موقع إن إن دي بي (الإنجليزية)
- إيريكا دورانس على موقع قاعدة بيانات الفيلم (الإنجليزية)